# Шустер Live
«Шустер live» — общественно-политическое ток-шоу, транслировавшееся в прямом эфире в разное время на девяти общенациональных каналах Украины, в том числе на ТРК Украина, Интере и «3S TV». Транслировалось с 5 сентября 2008 года по 30 декабря 2016 года.
Ток-шоу выходило в эфир по пятницам в прайм-тайм, длительность передачи — до пяти часов. Ведущий — Савик Шустер, соведущий — Пётр Мага.

## Формат программы
Формат программы — это общественно-политическое ток-шоу с участием известных политиков, политологов, журналистов, деятелей искусства, гражданских активистов и т. п. В программе подводятся итоги важнейших событий недели. Приглашенные гости сидят в две линии друг против друга, и рассаживаются, как правило, по принадлежности к политическим силам (парламентского большинства или оппозиции, правого или левого толка) или позицией по обсуждаемым вопросам. Между двух рядов гостей программы находится главный микрофон, к которому приглашаются гости.
Программа проходит в собственной студии с аудиторией, которая представляет собой социологическую выборку и отражает структуру населения Украины. Опрос аудитории во время эфира позволяет определить позицию украинских граждан по обсуждаемым вопросам. На протяжении всей программы зрители в студии также постоянно голосуют о том, поддерживают ли они слова текущего говорящего или нет. Доли присутствующей аудитории позицией относительно текущих слов гостя отображаются в углу экрана.
Программа имеет ряд других уникальных особенностей. Одна из них — это виджей-комментатор, главная задача которого — читать сообщения, которые присылают телезрители на электронный адрес программы, а также следить за новостями на других каналах и сообщать их зрителям.
Другой особенностью ток-шоу является музыкальная концовка, во время которой выступают известные исполнители. В частности, в программе выступали Нина Матвиенко, Светлана Лобода, Юрий Андрухович и группа Karbido, Тина Кароль, шведская группа Vacuum и др.
Выпуски программы «Шустер Live», что к 11 июня 2010 года выходили с понедельника по четверг, освещали главные темы дня, которые обсуждал Савик Шустер вместе с гостями в студии.

## История
С 5 сентября 2008 года по декабрь 2010 года выходило в прямом эфире на украинском телеканале «ТРК Украина» (до 11 июня 2010 года — пять раз в неделю: с понедельника по четверг — длительностью по 1 часу, в пятницу — 4 часа), в 2010—2013 и в 2014 г. — на Первом национальном.
С февраля 2013 года программа выходила на телеканале «Интер», в декабре ряд СМИ сообщил о наличии конфликта между сторонами, из-за чего телеканал отказался продлевать контракт.
29 декабря 2013 года в эфире телеканала Громадське телебачення Савик Шустер заявил, что выход программы приостановлен: «В таком формате, в котором она существовала, она какой-то промежуток времени выходить не будет. Потому что у нас в студии — гражданская война. Это неправильно». Он также отметил, что «после того, что произошло с Татьяной [Черновол] <…> уже нет пространства для диалога».
На том же эфире Савик Шустер сказал: «В последнее время я на эту программу влияю очень мало. Потому что оппозиция на программу делегирует своих людей, власть — своих». «В какой-то момент после 2010 года наша программа перестала сама определять, кто будет среди участников. Штабы партий решали все, и я ничего не могу с этим делать — штаб решает, формирует, навязывает. И уже не мы являемся хозяевами нашей программы, а штабы».
С 24 февраля 2014 шоу начало выходить в эфир с сайта студии. Кроме того, трансляции дублируются на youtube-канал Архивная копия от 24 января 2017 на Wayback Machine шоу. По будням трансляция длится всего час, беседа ведётся лишь с гостями студии, в пятницу — традиционное трёхчасовое шоу.
15 декабря 2014 года директор НТКУ Зураб Аласания в своем «Фейсбуке» обнародовал официальное уведомление об отказе продлевать контракт с создателями программы после 31 декабря. Телеканал намерен создать политическое ток-шоу собственного производства, которое планируется запустить в феврале.
Незадолго до этого СМИ сообщили о создании управляющим партнёром «Савик Шустер Студии» Павлом Елизаровым нового русскоязычного телеканала PRAVDA Russian world channel (ООО «ТРК Всемирная информационная служба»), его основой должна стать как раз программа «Шустер Live». В феврале 2015 года Савик Шустер заявил о том, что к исчезновению из эфиров его шоу причастна Администрация президента Украины
13 февраля 2015 года программа начала выходить в эфире телеканала 112 Украина.
С 4 сентября 2015 года программа начала выходить на канале 1+1 в прежнем формате. 18 сентября 2015 года программа с темой «Коррупция в Раде: деньги больше всего? Тарифы, они выбирают кому по карману?» была снята с эфира канал «1+1» за 2 минуты до начала эфира, вместо неё поставили мини-сериал «Зимний вальс». Однако она продолжила идти в прямом эфире на YouTube-канале «Савик Шустер студии» и в эфире телеканала 112. Представители «1+1» объяснили это не желанием накалять общество, Савик Шустер посчитал произошедшее договоренностью владельца телеканала с Администрацией президента, эту версию поддержал и гость программы — депутат Олег Ляшко. Владелец телеканала Игорь Коломойский заявлял об отсутствии объективности, претензиях к социологической службе программы и фактах приглашения гостей за деньги. После этого контракт был разорван, шоу стало выходить на собственном телеканале студии 3S TV и в Интернете.
26 апреля 2016 года Киевский городской центр занятости аннулировал Савику Шустеру разрешение на работу на Украине, после чего он начал голодовку. Вскоре решение ведомства было аннулировано, а программу решили ретранслировать телеканалы NewsOne (только выпуск от 29 апреля) и «Киев».
30 декабря 2016 года в эфир вышел последний выпуск программы. Формального сообщения о закрытии шоу не было СМИ, по факту, оно было прекращено в связи с прекращением деятельности телеканала 3STV. Повторы шоу некоторое время выходили на телеканале Киев.
15 декабря 2017 появилась информация о возможном возобновлении программы. Дата и телеканал пока не известны.
В конце июля 2019 стало известно, что с сентября 2019 на канале «Украина» будет выходить шоу под названием «Свобода слова Савика Шустера».

## Судебные иски
В марте 2014 студия обратилась с требованием к телеканалу «Интер» выплатить накопившиеся задолженности: бывшую к 1 января 2014 года в размере 3,8 млн грн, а также пени за разрыв контракта и максимальный штраф, предусматриваемый договором в случае срыва сроков выплаты — 50 % от суммы долга. Как следует из документов, размещенных в реестре судебных решений, каждый выпуск «Шустер Live» обходился «Интеру» в 50 тысяч долларов, в четвёртом квартале прошлого года студия должна была сделать и передать телеканала 15 программ, но по согласованию с каналом было передано 14. Из-за отказа был подан судебный иск, который в мае был удовлетворён.

9 сентября 2014 Апелляционный хозяйственный суд Киева подтвердил, что телеканал «Интер» сорвал сроки оплаты за произведённый контент и должен заплатить истцу 1,9 млн грн штрафа.
В январе 2016 против Шустера и программы было начато уголовное производство за неуплату налогов на сумму более 13 млн гривен.